# Augusto Osenda
Augusto Osenda (n. Buenos Aires, Argentina, 23 de agosto de 1978) es un cantautor de Rock de Argentina, productor musical y miembro votante en La Academia Latina de la Grabación ( 
Latin Grammy Awards ). 

## Biografía
Augusto nació en Buenos Aires, República Argentina donde pasó parte de su infancia. A los 7 años comenzó a estudiar música alentado por sus hermanos mayores y desde entonces su pasión se transformó en una firme vocación. Años después sus padres se radicaron en la ciudad de Mar del Plata, donde continúo sus estudios en el conservatorio Luis Gianneo durante siete años, para luego seguir perfeccionándose con profesores prestigiosos del país, incursionando en variados estilos musicales, como Jazz, Bossa, Tango, Folklore, Rock, etc. A los doce años compuso su primera canción, llevando hasta el momento más de trescientas obras registradas. En busca de continuar su crecimiento como artista, comienza a trabajar con varios músicos amigos, dando los primeros y firmes pasos en su carrera como compositor. En 1996, formó su primera banda, la cual llamó Arjé (palabra derivada del griego, cuyo significado es “Principio”), con la que obtuvo el primer puesto, en los premios Sol Rock 1998, como mejor banda Pop.

## Carrera
En el año 2010, forma la banda “La Danza de los Locos Sanos” que pasó por varias formaciones, hasta afianzarse musicalmente, logrando un sonido prolijo y propio, fusionando varios estilos musicales, que van desde Rock, hasta Reggae. En 2011, edita su primer disco, "Canción de los olvidados" con el sello Epsa Music, producido por él mismo que cuenta con diez temas comprometidos, y de gran crudeza literaria, temas como "El discurso", golpearon fuertemente, el cual resalta las miserias de numerosos personajes políticos o “Canción de los Olvidados”, que da nombre al disco y cuenta la historia de un excombatientes de Malvinas. En este álbum, Augusto se afirma como artista además de compositor, ganándose la participación en los premios Latin Grammy 2011 en las categorías de “Mejor Álbum de Rock” y “Mejor Canción de Rock”, siendo actualmente miembro y socio votante de Latín Grammy Academy.
En 2014 lanza “Mi peor rival”, su disco como solista. Fue grabado en los estudios Romaphonic (ex Circo Beat) y contó con la colaboración de artistas como Pablo Santos (productor musical y bajista de Soledad Pastorutti, Jaf, etc), Marcelo “Polaco” Wengrovski (productor musical y guitarrista de Diego Torres entre otros), José Luis “Lolo” Micucci (productor musical y tecladista de artistas de la talla de Luciano Pereyra, Antonio Birabent etc.), la mezcla y masterización del disco, estuvo a cargo del prestigioso ingeniero de sonido Edu Pereyra (que trabajo en discos de artistas como Andrés Calamaro, Tan Biónica, Bersuit, Abel Pintos etc.) El repertorio fue seleccionado personalmente y cuenta con temas como “Sueño Esotérico” que será el corte de difusión junto con “Mi peor rival”. Las 10 nuevas composiciones, fueron el testimonio de su crecimiento sostenido.

## Discografía
- Canción de los olvidados (2011)[3]
- Mi peor rival (2014)[4]